# Данило Владисављевић
Данило Владисављевић (Доњи Милановац, 16. април 1871 — Београд, 18. јануар 1923) био је српски архитекта у првој половини 20. века. Остао је упамћен по низу пројектованих зграда у Београду и оставио је значајан траг на прелазном периоду архитектуре између два века.

## Биографија
Породица Владисављевић потичу са острва Пореч, Доњи Милановац, где је Данило завршио основну школу од чега 2 разреда у Панчеву. Реалку завршава 1899. у Београду и наставља школовање у Минхену а студије завршава у Ахену 1895. Враћа се у Београд и 1898. добија посао инжењера у Министарству војном. Исте године отпочиње сарадњу са инжењером Милошем Савчићем под окриљем „Инжењерско архитектонске канцеларије” и изабран је за члана Удружења српских уметника. Одликован је Орденом Светог Саве петог реда. Предавао је на Великој школи. Са српском војском је у Првом светком рату прешао Албанију. По завршетку рада боравио је у Паризу као асистент Српској влади у свођењу рачуна о штети проузрокованој у Великом рату. Године 1921. је пензионисан.
Имао је синове Владислава, Лазара и ћерку Белу. Његова породична кућа на углу господар Јевремове и Доситејеве улице је архитектонски значајна. Пројектовали су је сам Данило Владисављевић и његов син Владислав.

## Дела
Пројектовао је бројне значајне зграде укључујући: Београдску кланицу, Врачарску штедионицу, Прометну и Извозну банку, Официрску задругу у Београду (у сарадњи са архитектом Светозаром Јовановићем). Значајни су и његови самостални пројекти, Војна болница и хотели „Сплендид“ и „Унион“ у Београду, Инжењерска касарна у Нишу, касарне у Ваљеву и Смедеревској Паланци. У пројектовању је користио различите стилове, формиране под утицајем стилова западне Европе доминантних током његовог школовања.

## Галерија
- Војна болница на Врачару
- Зграда Официрске задруге у Београду
- Извозна банка
- Дом Врачарске штедионице
- Зграда Прометне банке
- Кућа Станистављевића